# RTFM
Az RTFM (Read The Fucking Manual, magyarul Olvasd el a kibaszott használati utasítást!) egy internetes szleng – általában egy alapvető kérdés megválaszolására szolgál, ahol a válasz könnyen megtalálható a dokumentációban, a használati útmutatóban, a használati útmutatóban, az internetes fórumban, a szoftverdokumentációban vagy a GYIK-ben.
A használatot különféleképpen az etikettre való határozott emlékeztetőnek tekintik, hogy megpróbáljanak megoldást találni, mielőtt tömeges fórumra vagy e-mail aliasra tesznek közzé bejegyzést; egy újabb felhasználó (köznyelvben és lealacsonyítóan az internetes kultúrán belül noobként emlegetett) segítése önmaga fejlesztésében; haszontalan válaszként; vagy ellenséges és elitista válaszként. Az udvarias szokások megemlítenék, hogy hova nézett az ember, amikor kérdést tesz fel, és megadja a pontos helyet vagy linket, ahol pontosan az RTFM-hez.
- RTBM – "read the bloody manual"[5]
- RTFA – "read the fucking/featured article"– azaz Olvasd el a csatolt/kibaszott cikket
- RTDA – "read the damn article" - azaz Olvasd el a hülye cikket!
- RTDM – "read the damn menu"
- RTDM – "read the damn manual"
- WABM – "write a better manual" – an answer complaining that the manual is not written well[6]
- RTFD – "read the fucking documentation"
- RTFE – "read the fucking error"
- RTFM41 – "read the fucking manual for once"
- RTFW – "read the fucking wiki"
- RTFC – "read the fucking chart" – a response that physicians give to coders who submit inappropriate queries
- RTFS – "read the fucking source" or "read the fucking standard" or "read the fucking syllabus"[7]
- RTFB – "read the fucking binary"[8]
- RTFI – "read the fussy instructions"
- RTFQ – "read the fucking question"
- RTMS – "read the manual, stupid"
- STFW – "search the fucking web"
- GIYF – "Google is your friend"
- JFGI – "just fucking Google it"
- DYOR – "do your own research"
- LMGTFY, LMGT4U – "let me Google that for you"

## Fordítás
Ez a szócikk részben vagy egészben  a   RTFM című angol Wikipédia-szócikk ezen változatának fordításán alapul.  Az eredeti cikk szerkesztőit annak laptörténete sorolja fel. Ez a jelzés csupán a megfogalmazás eredetét és a szerzői jogokat jelzi, nem szolgál a cikkben szereplő információk forrásmegjelöléseként.